# Archie Joscelyn
Archie Lynn Joscelyn, född 25 juli 1899 i Great Falls, Montana, död 28 februari 1986 i Missoula, Montana, var en amerikansk författare som främst skrev westernromaner. Joscelyn skrev under tolv olika namn och förutom att skriva under sitt eget Archie Joscelyn använde han pseudonymer som Al Cody, A. A. Archer, Tex Holt, Evelyn McKenna, Jacqueline Kidd och Lynn Westland.
Efter examen från Belt High School 1921 studerade Joscelyn journalistik och historia vid Montana Wesleyan University i Helena 1921–1924. Joscelyns första roman var The Golden Bowl 1931.
I Sverige har flera av författarens böcker utgivits av B. Wahlströms bokförlag och Wennerbergs Förlag.